# ۱۰۵۳ (خورشیدی)
۱۰۵۳ هزار و پنجاه و سومین سال هجری خورشیدی است.